# Loeseneriella yaundina
Loeseneriella yaundina là một loài thực vật có hoa trong họ Dây gối. Loài này được (Loes.) N.Hallé ex R.Wilczek mô tả khoa học đầu tiên năm 1960.